# 가마모토 구니시게
가마모토 구니시게(일본어: 釜本 邦茂, 1944년 4월 15일 ~ 2025년 8월 10일)는 일본의 전 축구 선수이자 전 축구 지도자로 선수 시절 세레소 오사카에서 공격수로 활약한 원클럽맨이었으며 1966년 아시안 게임 동메달리스트이자 1968년 하계 올림픽 동메달리스트이며 일본 축구 대표팀 역사상 국제 A매치 최다 득점자이다.

## 어린 시절
1944년 4월 15일 일본 교토부 교토시 우쿄구 출생으로 교토 부립 야마시로고등학교(京都府立山城高等学校)를 졸업한 뒤 1963년 와세다 대학 제2상학부 입학 후 4년 연속 간토 대학 축구 리그(関東大学サッカーリーグ戦) 득점상을 수상하는 영예를 안았다.

## 선수 시절

### 클럽
와세다 대학 졸업 후 1967년 세레소 오사카에 입단하여 1984년까지 17년동안 세레소 오사카의 선수 겸 감독으로서 프로 통산 311경기 262골을 터뜨리며 일본 사커 리그 디비전 1 4회 우승(1971, 1974, 1975, 1980) 및 4회 준우승(1968, 1972, 1978, 1982), JSL컵 3회 우승(1973, 1983, 1984) 및 2회 준우승(1977, 1982), 천황배 3회 우승(1968, 1970, 1974) 및 5회 준우승(1971, 1972, 1976, 1977, 1983) 등에 크게 기여했다.
이 뿐만 아니라 JSL 득점상 7회(1968, 1970, 1971, 1974, 1975, 1976, 1978), JSL 베스트 11 14회(1967, 1968, 1969, 1970, 1971, 1972, 1974, 1975, 1976, 1977, 1978, 1979, 1980, 1981), JSL 어시스트상 2회(1973, 1975), JSL 스타볼 5회 수상(1967, 1968, 1970, 1971, 1972), 1968년 JSL 투혼상을 수상했고 1974년에는 JSL 통산 100호골, 1981년에는 JSL 통산 200호골을 달성했으며 2005년 일본 축구 명예의 전당에 헌액되었다.

### 국가대표팀
와세다 대학에 재학 중이던 1964년 3월 3일 싱가포르와의 친선 경기에서 국제 A매치 데뷔골을 터뜨린 뒤 일본 U-23 대표팀 소속으로 자국에서 열린 1964년 하계 올림픽에 참가하여 4경기 1골로 팀의 8강 진출에 일조했다.
그리고 2년 뒤에 열린 1966년 아시안 게임에서는 7경기 6골을 몰아치며 일본의 15년만의 아시안 게임 동메달을 이끌었고 또 2년 뒤에 열린 1968년 하계 올림픽에도 출전하여 나이지리아와의 B조 조별리그 2차전에서 해트트릭을 작성하는 등 6경기 7골로 득점왕을 차지하며 동메달이라는 일본 축구 역사상 최초이자 아시아 국가 최초의 올림픽 메달 획득에 큰 공을 세웠다.
이후 1970년 아시안 게임에서 3골을 터뜨리며 1966년 대회에 이어 팀의 2회 연속 아시안 게임 4강 진출을 이끈 뒤 1974년 아시안 게임에서도 3골을 터뜨리며 분전했지만 이 대회에서는 이스라엘, 말레이시아에 밀려 조별리그 탈락의 고배를 마셨다.
그 후 메르데카 국제축구대회에서도 무려 18골을 터뜨리는 맹활약으로 1976년 메르데카컵 준우승에 기여하면서 일본 축구의 에이스이자 아시아 최고의 공격수로 명성을 떨쳤고 1977년 A매치 통산 76경기 75골이라는 대기록을 남긴 채 국가대표팀 유니폼을 반납했다.

## 은퇴 이후
1991년부터 1994년까지 3년동안 친정팀의 연고지 라이벌인 감바 오사카의 감독을 맡으며 2시즌 연속 J리그컵 4강(1993, 1994), 1994 시즌 천황배 4강 진출을 이끌었고 이후 축구계를 잠시 떠나 1995년 훗날 2000년부터 1년 동안 일본 총리를 지냈던 모리 요시로 당시 건설대신에 의해 스카우트되어 정계에 진출한 뒤 2001년까지 6년간 일본 자민당의 참의원으로 활동하기도 했다.
그리고 1998년부터 2008년까지 무려 10년 동안 일본 축구 협회 부회장을 역임했고 특히 자국에서 열린 2002년 FIFA 월드컵에서는 일본 측의 조직위원회 이사를 역임하며 일본 축구 역사상 첫 월드컵 16강 진출에 힘을 실어주기도 했다.
그 후 2009년부터 2010년까지 신생팀인 후지에다 MYFC의 사령탑을 맡은 뒤 일본 축구계에서 은퇴했으며 2025년 8월 10일 오사카부의 한 병원에서 폐렴과의 투병 끝에 향년 81세를 일기로 별세했다.

## 통계
| 일본 | 일본 | 일본 |
| 연도 | 출전 | 득점 |
| ---- | ---- | ---- |
| 1964 | 2    | 1    |
| 1965 | 3    | 3    |
| 1966 | 7    | 6    |
| 1967 | 5    | 11   |
| 1968 | 4    | 7    |
| 1969 | 0    | 0    |
| 1970 | 6    | 3    |
| 1971 | 6    | 8    |
| 1972 | 8    | 15   |
| 1973 | 3    | 2    |
| 1974 | 5    | 5    |
| 1975 | 7    | 5    |
| 1976 | 16   | 9    |
| 1977 | 4    | 0    |
| 통산 | 76   | 75   |

## 수상

### 클럽 (선수 겸 감독)
세레소 오사카
- 일본 사커 리그 디비전 1 : 우승 (1971, 1974, 1975, 1980), 준우승 (1968, 1972, 1978, 1982)
- JSL컵 : 우승 (1973, 1983, 1984), 준우승 (1977, 1982)
- 천황배 : 우승 (1968, 1970, 1974), 준우승 (1971, 1972, 1976, 1977, 1983)

### 국가대표팀 (선수)
일본
- 아시안 게임 : 동메달 (1966)
- 하계 올림픽 : 동메달 (1968)
- 메르데카 국제축구대회 : 준우승 (1976)

### 개인
- 하계 올림픽 득점상 : 1968 (7골)
- 일본 사커 리그 득점상 : 1968, 1970, 1971, 1974, 1975, 1976, 1978
- 일본 사커 리그 베스트 11 : 1967, 1968, 1969, 1970, 1971, 1972, 1974, 1975, 1976, 1977, 1978, 1979, 1980, 1981
- 일본 사커 리그 어시스트상 : 1973, 1975
- 일본 사커 리그 스타볼 : 1967, 1968, 1970, 1971, 1972
- 일본 사커 리그 투혼상 : 1968